# Gammelshausen

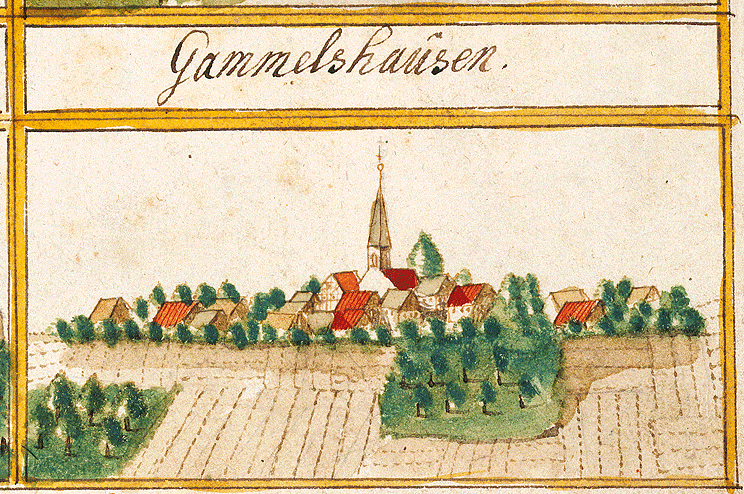
Gammelshausen 1683/1685 im Kieserschen Forstlagerbuch

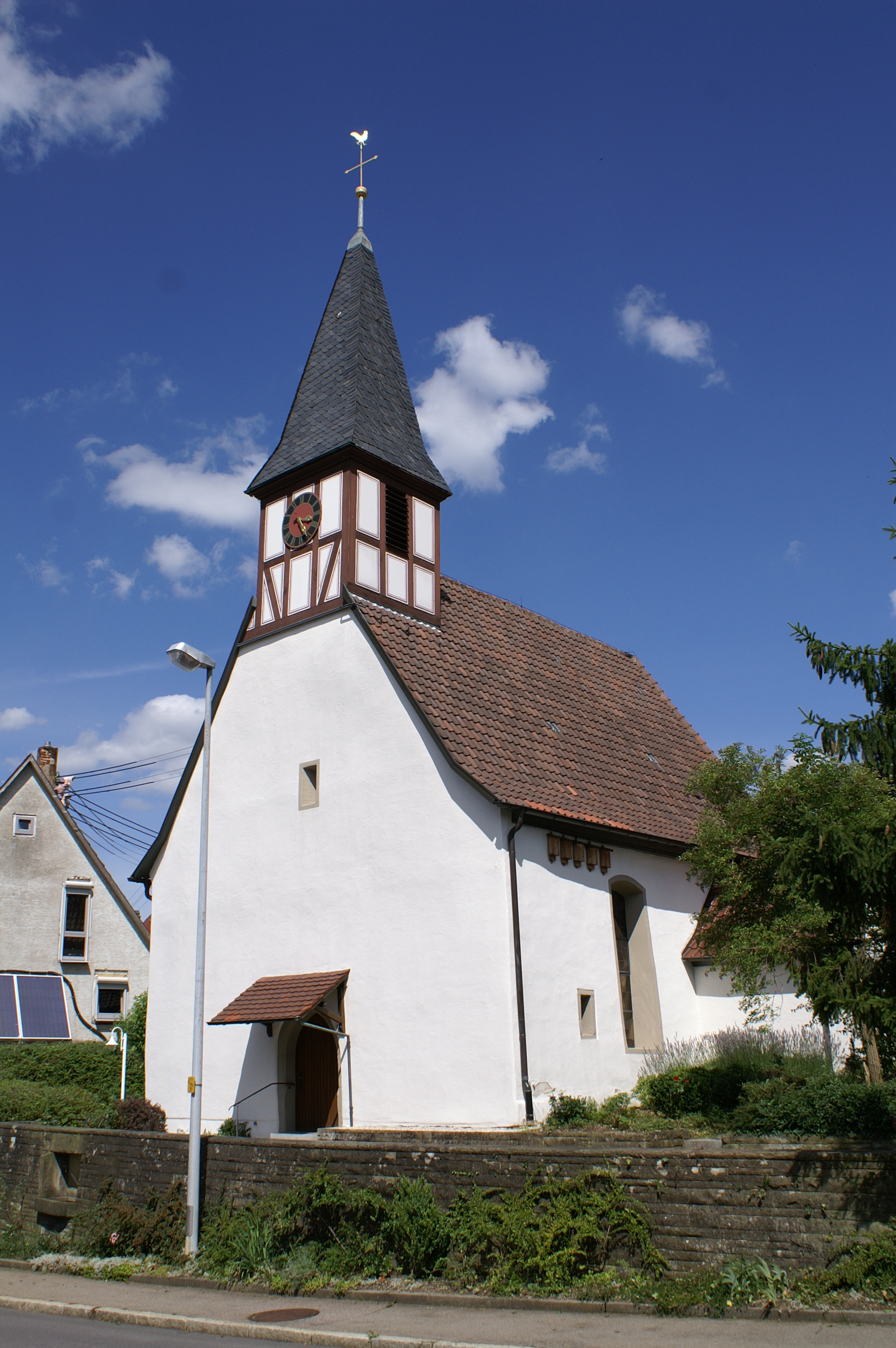
Evangelische Kirche in Gammelshausen

Gammelshausen ist eine Gemeinde im Landkreis Göppingen in Baden-Württemberg. Sie gehört zur Region Stuttgart (bis 1992 Region Mittlerer Neckar) und zur Randzone der europäischen Metropolregion Stuttgart. Zur Gemeinde gehören neben dem Dorf Gammelshausen keine weiteren Orte.

## Geographie

### Geographische Lage
Gammelshausen liegt in 385 bis 722 Meter Höhe am Albtrauf, etwa neun Kilometer südlich der Kreisstadt Göppingen. Der höchste Punkt der Gemeinde liegt auf dem Sielenwang.

### Nachbargemeinden
Nachbargemeinden sind Heiningen, Eschenbach, Bad Ditzenbach, Gruibingen, Dürnau und das zu Eschenbach gehörige Lotenberg (alle Landkreis Göppingen).

### Flächenaufteilung
Nach Daten des Statistischen Landesamtes, Stand 2014.

## Geschichte

### Name
Der Ortsname ist auf einen früheren alamannischen Sippenführer Gamold zurückzuführen. Aus dem früheren Gamoltzhusen entwickelte sich das heutige Gammelshausen.

### Ortszugehörigkeit
Ursprünglich im Herrschaftsbereich der Herzöge von Teck, kam Gammelshausen mit Boll 1321 an das Haus Württemberg. 1479 gelangte der Ort mit Dürnau an die Herren von Zillenhardt und befand sich bis zum Ende des Heiligen Römischen Reichs stets in denselben Besitzverhältnissen wie Dürnau. 1806 fiel Gammelshausen durch die Mediatisierung an das Königreich Württemberg und wurde dem Oberamt Göppingen unterstellt. 

### 20. Jahrhundert
Bei der Kreisreform während der NS-Zeit in Württemberg gelangte der Ort 1938 zum neu umrissenen Landkreis Göppingen. 1945 bis 1952 gehörte Gammelshausen zum Nachkriegsland Württemberg-Baden, das 1945 in der Amerikanischen Besatzungszone gegründet worden war. 1952 gelangte die Gemeinde zum neuen Bundesland Baden-Württemberg.
Beim Wettbewerb Unser Dorf soll schöner werden erzielte die Gemeinde Gammelshausen im Jahr 1975 beim Landes- und beim Bundeswettbewerb jeweils eine Goldmedaille.

### Religionen
Die evangelische Kirche in der Ortsmitte ist eine Filialkirche im Kirchenbezirk Göppingen, für die das Pfarramt Dürnau zuständig ist. Politisch teilte Gammelshausen die Geschicke des Nachbarorts Dürnau, zu dem es seit 1798 auch kirchlich (zuvor zu Boll) gehört, bis 2012 noch als eigenständige Kirchengemeinde. Eine Kapelle St. Maria wird in Gammelshausen 1436 erwähnt. Die heutige Kirche wurde 1700 erbaut, hat aber noch ältere Teile. Die Kirchengemeinde Gammelshausen wurde schon vor der Fusion vom Pfarramt Dürnau betreut.

### Einwohnerentwicklung
Quelle: Statistisches Landesamt Baden-Württemberg für die Daten ab 1970
| Datum              | Einwohner |
| ------------------ | --------- |
| 1837               | 0286      |
| 1907               | 0344      |
| 17. Mai 1939       | 0307      |
| 13. September 1950 | 0412      |
| 27. Mai 1970       | 0688      |
| 31. Dezember 1983  | 1480      |
| 25. Mai 1987       | 1485      |
| 31. Dezember 1991  | 1529      |
| 31. Dezember 1995  | 1562      |
| 31. Dezember 2005  | 1415      |
| 31. Dezember 2010  | 1464      |
| 31. Dezember 2015  | 1429      |
| 31. Dezember 2020  | 1417      |

## Politik

### Gemeinderat
Der Gemeinderat in Gammelshausen hat 10 Mitglieder. Bei der Kommunalwahl am 9. Juni 2024 wurde in Gammelshausen nach dem System der Mehrheitswahl gewählt. Das bedeutet, dass nur eine Liste aufgestellt war und die Bewerber mit den höchsten Stimmenzahlen gewählt sind. Der Gemeinderat besteht aus den gewählten ehrenamtlichen Gemeinderäten und dem Bürgermeister als Vorsitzendem. Der Bürgermeister ist im Gemeinderat stimmberechtigt. Die Wahlbeteiligung betrug 68,2 %.

### Bürgermeister
Bürgermeister von Gammelshausen ist seit 2013 Daniel Kohl. Am 14. März 2021 wurde er mit 90,9 % für eine zweite Amtszeit wiedergewählt. 

### Wappen
Die Blasonierung des Gemeindewappens von Gammelshausen lautet: In Gold unter einem roten Kirschenpaar ein rotes Haus.
Das Kirschenpaar des teilredenden Wappens weist auf den Kirschanbau hin, der in Gammelshausen betrieben wird. Das Haus steht für den zweiten Namensteil im Ortsnamen Gammelshausen. Das Wappen und die rot-gelbe Gemeindeflagge wurden am 9. Oktober 1959 durch das Innenministerium verliehen.

### Partnerschaften
Gammelshausen unterhält seit 1983 partnerschaftliche Beziehungen zu Breil/Brigels im Kanton Graubünden in der Schweiz.

## Sport und Freizeit
Am nördlichen Ende von Gammelshausen schließt sich ein Fußballplatz an. Gemeinsam mit der Nachbargemeinde Dürnau betreibt Gammelshausen ein Sport- und Freizeitzentrum, das sich in Dürnau am Ortsrand zu Gammelshausen befindet. Oberhalb der Gemeinde auf dem Galgenbuckel liegt ein Veranstaltungsplatz, der regelmäßig für verschiedene Ereignisse wie Sonnwendfeuer verwendet wird. Der Ort eignet sich gut als Ausgangspunkt für Mountainbiketouren auf die umliegenden Berge Fuchseck, Sielenwang, Köpfle und Kornberg.

### Vereine
- Kegelverein Gammelshausen; die erste Damenmannschaft spielt zurzeit in der 2. Bundesliga, die erste Herrenmannschaft in der Verbandsliga.

## Wirtschaft und Infrastruktur

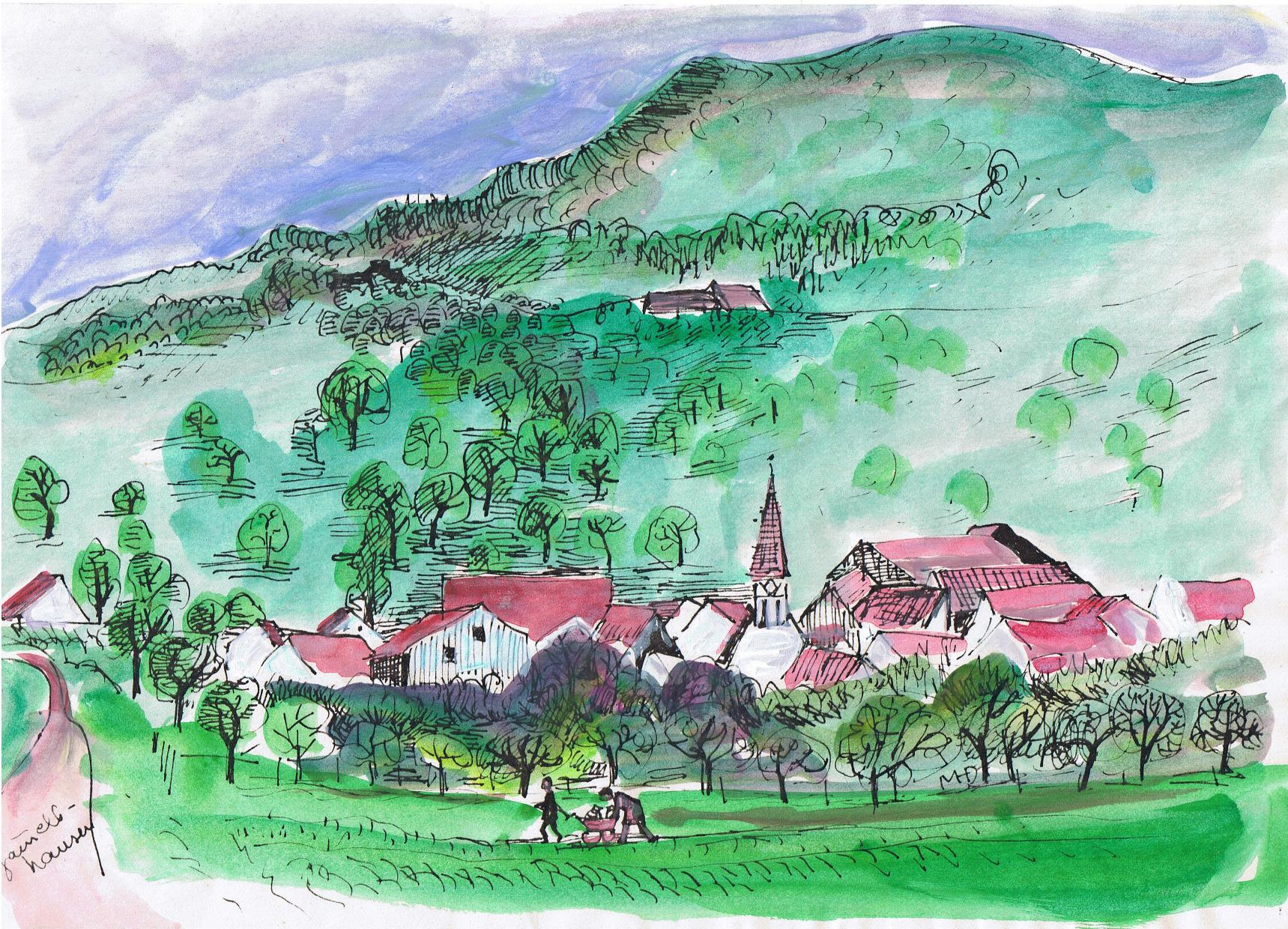
Blick auf Gammelshausen, im Hintergrund Fuchseck, Zeichnung von Margret Hofheinz-Döring, 1982

### Verkehr
Gammelshausen ist durch Landstraßen mit Heiningen, Dürnau, Gruibingen und dem zu Bad Ditzenbach gehörenden Auendorf verbunden. Die Anschlussstellen Aichelberg und Mühlhausen der Autobahn A 8 liegen etwa 9 km entfernt. Es verkehren mehrere Buslinien in Gammelshausen, mit denen man u. a. in die Kreisstadt Göppingen gelangen kann.
Der Schwäbische-Alb-Radweg führt als Fernradweg durch Gammelshausen. Er führt vom Bodensee nach Donauwörth und dabei von Bad Boll kommend über Dürnau in die Gemeinde und weiter über Eschenbach und Schlat nach Süßen.

### Öffentliche Einrichtungen
In der Nähe des Rathauses steht das 1976 fertiggestellte Gemeindehaus. Darin befindet sich eine Kegelbahn sowie seit 2000 auch ein Jugendraum. Gammelshausen verfügt außerdem über ein öffentliches Backhaus.

### Bildung
Gammelshausen hat keine eigenen Schulen oder Kindergärten. Die Gammelshäuser Kinder besuchen die gemeinsamen Einrichtungen in der Nachbargemeinde Dürnau. Diese liegen vom Ortsrand nur etwa einen Kilometer entfernt.

### Wasserversorgung
Im Gegensatz zu vielen Nachbargemeinden verfügt Gammelshausen über eine ergiebige eigene Wasserversorgung. Da diese jedoch nicht das ganze Jahr ausreichend ist, ist die Gemeinde zusätzlich an die Kornberggruppe und darüber an die Landeswasserversorgung angeschlossen. Das Wasser der Kornberggruppe wird aus nahegelegenen Vorkommen geliefert, während die Landeswasserversorgung das Wasser aus dem ca. 40 Kilometer entfernten Donauried bezieht.

## Sehenswürdigkeiten
In Gammelshausen befindet sich ein Obstlehrpfad, der im Jahr 1974 eingeweiht wurde und bis nach Dürnau verläuft. In neuerer Zeit kam noch der erste schwäbische Spruchweg hinzu.

## Trivia
Für die Einwohner Gammelshausens ist der Spitzname „Spälterlesbuaba“ überliefert. Dieser Name stammt angeblich daher, dass früher die jungen Männer Gammelshausens auswärtige Konkurrenten, die mit Gammelshäuserinnen anbandeln wollten, vertrieben haben, indem sie mit Holzscheiten, auf Schwäbisch „Spälterla“, nach ihnen geworfen haben.

## Persönlichkeiten
- Aloys Henn (1902–1988), in Gammelshausen geborener Verleger, Kommunalpolitiker und ehrenamtlicher Landrat